# Кияк Юліан Григорович
Кияк Юліан Григорович (нар. 25 січня 1946, м. Винники, Львівська область) — український науковець, доктор медичних наук, професор, академік академії наук вищої освіти України, завідувач кафедри сімейної медицини ФПДО Львівського медичного університету імені Данила Галицького.

## Навчання
У 1970 році закінчив медичний факультет Львівського державного медичного інституту.

## Шлях: від терапевта до професора
- 1970—1971 роки — терапевт Турківської районної лікарні Львівської області.
- 1971—1972 роки — терапевт.
- 1972—1980 роки — кардіолог Львівського міського інфарктного відділення.
- 1980—1981 роки — завідувач кардіологічного відділення 8-ї клінічної лікарні м. Львова.
- 1981—1982 роки — заочний аспірант кафедри патологічної анатомії Львівського медичного інституту.
- 1982—1989 роки — асистент кафедри факультетської терапії педіатричного і санітарно-гігієнічного факультетів Львівського медичного інституту.
- 1989—2001 роки — доцент кафедри факультетської терапії педіатричного і санітарно-гігієнічного факультетів Львівського медичного інституту.
- 2001—2005 роки — професор, від 2005 року — завідувач кафедри сімейної медицини ФПДО Львівського медичного університету імені Данила Галицького.

## Наукові дослідження, праці та звання

### Напрями наукових досліджень
Вивчення ультраструктури міокарда людини при серцево-судинних захворюваннях, зокрема, опрацювання механізмів утворення кристалів холестерину в атеросклеротичних бляшках, втрати кардіоміоцитами ядер при гострому інфаркті міокарда як ранньої ознаки патології, ролі лімфатичних судин міокарда в елімінації клітинного детриту з зони некрозу; дослідження етіопатогенезу гострого інфаркту міокарда в осіб молодого віку; запропонував методику ранніх некропсій серця; сформулював тромбогенну концепцію варіантної стенокардії; вперше виявив і описав гіберновані кардіоміоцити при інфаркті міокарда, гіпертонічній хворобі і цукровому діабеті; з'ясував роль макрофагів і продукованого ними фактора некрозу пухлин у патогенезі токсичної кардіоміопатії в осіб, які працюють у професійно-шкідливих умовах.

### Основні праці
Автор близько 250 наукових і навчально-методичних праць, серед них 3 навчальні посібники, 2 патенти України. Підготував 2 кандидатів наук.
- Гемомикроциркуляторное русло сердца в остром периоде инфаркта миокарда (канд. дис.). — Львів, 1979;
- Аритмогенна дія та раптова смерть при лікуванні протиаритмічними препаратами. Acta Med Leopol 1996, № 1 (співавт.);
- Актуальні питання патогенезу атеросклерозу: ультраструктурні дослідження ліпідів в міокарді при ішемічній хворобі серця. Acta Med Leopol 1997. — № 3—4;
- Cholesterol crystals and new data on the genesis of atherosclerosis. Pol J Pathol 199. — № 1;
- Ремоделювання міокарда при ішемічній хворобі серця, гіпертонічній хворобі та цукровому діабеті (клініко-ультраструктурні дослідження) (докт. дис.) — Львів, 1999;
- Myocardial hibernation as a cause of heart failure in acute myocardial infarction. In: Proc 8th World Congress on Heart Failure. Washington, Monduzzi, 2002 (співавт.);
- Ультраструктура діабетичних мікроангіопатій міокарда за цукрового діабету 2-го типу. Клін Ендокрин Хірургія 2004, № 6 (співавт.).

### Наукові звання
- 1979 рік — кандидат медичних наук;
- 1991 рік — доцент;
- 2000 рік — доктор медичних наук;
- 2002 рік — професор.